# Estrennes
Estrennes é uma comuna francesa na região administrativa do Grande Leste, no departamento de Vosges. Estende-se por uma área de 5.99 km². Em 2010 a comuna tinha 93 habitantes (densidade: 15,5 hab./km²).